# Association américaine des automobilistes
Pour les articles homonymes, voir Automobile Club et AAA.
L'Association américaine des automobilistes (en anglais American Automobile Association, aussi connue sous l’acronyme AAA) est une association à but non lucratif représentant les automobilistes, mais est aussi un groupe de pression et d'organisation de services. Le siège social est situé à Heathrow, en Floride.

## Historique

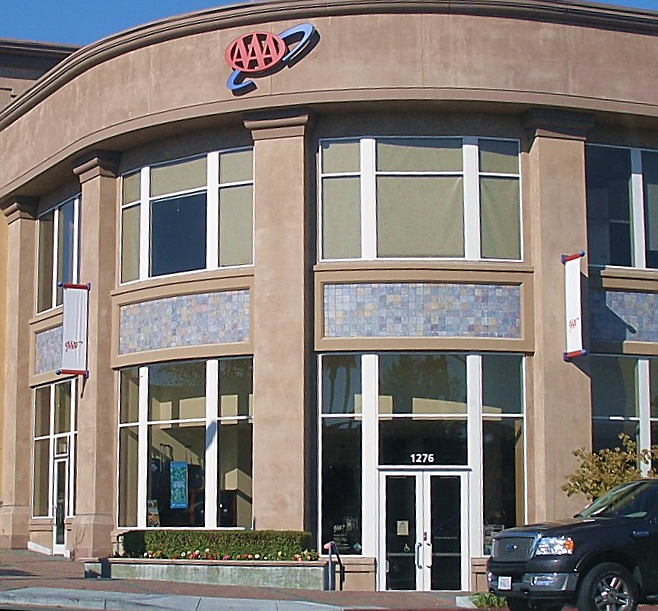
Bureau typique de l'AAA à Walnut Creek, Californie.

L'Association américaine des automobilistes est fondée le 4 mars 1902 à Cleveland en Ohio, en réponse à un manque de routes et autoroutes pour l'automobile. L'organisation avait à l'origine 1 000 membres originaux, généralement des passionnés de l'automobile.
Au fil des années, l'association élargit son champ de compétence. La première carte routière est publiée en 1905, puis en 1917, l'association commence sa publication de guides hôteliers. La Fondation AAA pour la sécurité de la route, qui effectue un grand nombre d'études sur la sécurité des automobilistes, est créée comme entité distincte en 1947.
Le AAA est un organisme d'autorité pour la compétition automobile aux États-Unis jusqu'en 1956. Il organise de nombreuses courses, y compris l'Indianapolis 500, et il régit alors le Championnat américain de course automobile. Après la catastrophe du Mans en 1955, l'AAA décide que la course automobile dévie de l'objectif premier de l'association.
L'Association américaine des automobilistes est affilié avec d'autres organismes nord-américains, dont l'Association canadienne des automobilistes et CAA-Québec.

### Discrimination
Pendant la période de ségrégation raciale aux États-Unis, l'AAA a pratiqué une discrimination ouverte contre les automobilistes afro-américains en leur interdisant de devenir membres de l'association. C'est dans ce contexte que The Negro Motorist Green Book, un guide s'adressant aux automobilistes noirs, a été édité,.